# 西船場ジャンクション
西船場ジャンクション（にしせんばジャンクション）は、大阪府大阪市西区・中央区にある、阪神高速道路1号環状線、13号東大阪線、16号大阪港線を接続するジャンクションである。阪神高速道路公団時代には「西横堀インターチェンジ」と呼ばれていたことがあるが、現地に標識等は設置されておらず名称が曖昧であったため、2009年に正式に現在の名前になった。

## 信濃橋渡り線
当JCTでは、長らく神戸方面（3号神戸線・5号湾岸線）および関西空港方面（4号湾岸線）と接続する16号大阪港線から1号環状線北行きに入ることができず、東船場ジャンクションで1号環状線南行きに入り、1号環状線を半周しなければならなかった。
阪神高速道路株式会社は、2014年度完成を目指し同方向への接続線を建設する予定であると公表していたが、隣接地にあった旧大阪銀行本店が干渉するため、接続線を建設することができなかった。その後、後身である近畿大阪銀行本町営業部が2004年に移転し、その跡地にオリックスの大阪本社ビルが公開空地を確保して建設されたこともあり、2011年11月9日付で信濃橋渡り線（仮称）の事業が許可され、2020年1月29日に開通した。
信濃橋渡り線からの合流が相当数見込まれることもあり、1号環状線は当JCT - 土佐堀出口間において1車線増設されて5車線となった。

## 接続している路線

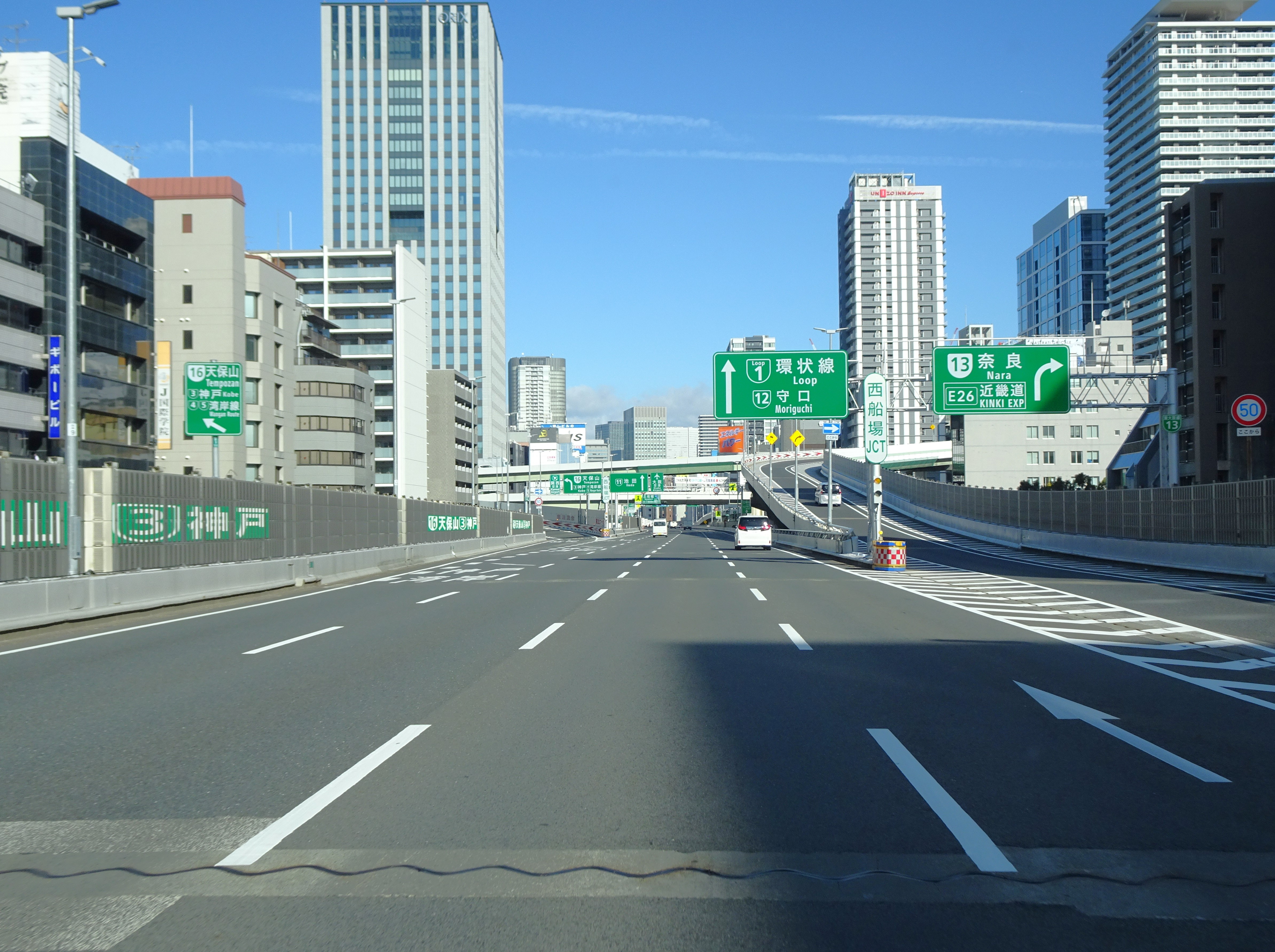
西船場JCT分岐付近(1号環状線側）

- 阪神高速1号環状線
- 阪神高速13号東大阪線
- 阪神高速16号大阪港線

## 歴史
- 1964年（昭和39年）6月28日：1号環状線の土佐堀 - 湊町間が開通[7]。
- 1970年（昭和45年）3月8日：13号東大阪線の西横堀 - 法円坂間開通により、当JCTが供用[8]。
- 1974年（昭和49年）2月20日：16号大阪港線の西横堀 - 本田間開通により、十字型になる[9]。
- 2009年（平成21年）6月8日：名称が西船場ジャンクションに整理される[3]。
- 2020年（令和2年）1月29日：信濃橋渡り線が開通[6]。

## 隣
阪神高速1号環状線
(1-02) 四ツ橋入口 - (1-03) 信濃橋出口 - 西船場JCT - (1-03) 信濃橋入口 - (1-04) 土佐堀出口
 阪神高速13号東大阪線
西船場JCT - 東船場JCT - (13-01) 法円坂出入口
 阪神高速16号大阪港線
西船場JCT - (16-01) 阿波座出入口